# Reitwiller
Reitwiller [ʁaɪtvilɛʁ] est une ancienne commune du Bas-Rhin, associée à Berstett depuis 1972.

## Politique et administration
| Période                                  | Période  | Identité              | Étiquette | Qualité                 |
| ---------------------------------------- | -------- | --------------------- | --------- | ----------------------- |
| Les données manquantes sont à compléter. |          |                       |           |                         |
|                                          |          | Daniel Bieth          |           | Maire délégué honoraire |
| avant 2014                               | En cours | Anne-Marie Rohfritsch |           |                         |

## Démographie
| 1946 | 1954 | 1962 | 1968 |
| ---- | ---- | ---- | ---- |
| 322  | 313  | 324  | 327  |

## Héraldique
| Blason de Reitwiller | Blason  | Au premier chevronné d'or et de gueules de six pièces, au deuxième d'argent au lion de sable, à la bordure de gueules. |
| Blason de Reitwiller | Détails | |